# Bettina Müller-Weissina
Bettina Müller-Weissina (ur. 12 lipca 1973 w Berlinie Zachodnim) – austriacka lekkoatletka, sprinterka. Do 1998 reprezentowała Niemcy.
Ze względu na uczulenie musiała zrezygnować z uprawiania jeździectwa i poświęciła się lekkoatletyce. W 1998, tuż po uzyskaniu austriackiego obywatelstwa wyszło na jaw, że Müller stosowała (startując jeszcze w barwach Niemiec) niedozwolony środek dopingowy – nandrolon. Zawodniczka została ukarana przez IAAF dwuletnią dyskwalifikacją.

## Osiągnięcia
- srebro światowych igrzysk wojskowych (bieg na 100 m, Hajdarabad 2007)
- srebrny medal mistrzostw świata wojskowych (bieg na 100 m, Sofia 2009)
- wielokrotna mistrzyni Austrii

W 2004 Müller-Weissina reprezentowała Austrię podczas igrzysk olimpijskich w Atenach, gdzie odpadła w ćwierćfinałowym biegu na 100 metrów.

## Rekordy życiowe
- bieg na 100 m – 11,26 (2004)
- Bieg na 60 m (hala) – 7,25 (2003)